# Natalia Majluf
Natalia María Majluf Brahim (Lima, 12 de febrero de 1967) es una historiadora del arte e investigadora peruana. Fue curadora en jefe del Museo de Arte de Lima (MALI) entre 1995 y 2001 y su directora entre 2002 y 2018.

## Biografía

### Estudios
Nacida en Lima en 1967 en el seno de una familia de descendientes palestino cristianos, es hija de Miguel Majluf y Susana Brahim Fatule. Terminó la educación secundaria en el Colegio San Silvestre.
Estudió Historia del Arte en el Boston College, luego obtuvo una maestría en Historia del Arte, Crítica y Conservación en el Instituto de Bellas Artes de la Universidad de Nueva York (1990) y un doctorado en Historia del Arte en la Universidad de Texas en Austin (1995).
Recibió becas del Centro para Estudios Avanzados de Artes Visuales del National Gallery of Art, del Centro para Estudios Latinoamericanos de la Universidad de Cambridge, de la J. Paul Getty Trust Foundation y de la John Simon Guggenheim Memorial Foundation.

### Carrera
Su trabajo de curaduría e investigación se ha centrado en el arte latinoamericano de los siglos XIX y XX y, de forma más amplia, en el estudio de la cultura material en relación con problemáticas como la formación del Estado, los discursos del nacionalismo moderno y la constitución de categorías raciales y étnicas.
Ha participado en la curaduría de las exposiciones Reproducing Nations: Types and Costumes in Asia and Latin America (Americas Society, Nueva York, 2006), Elena Izcue. Lima-Paris, années 30 (Museo del muelle Branly, París, 2008), Una historia recuperada: los 'Funerales de Atahualpa' de Luis Montero (MALI, 2010); Sabogal (MALI, con Luis Eduardo Wuffarden, 2013), José Gil de Castro, pintor de libertadores (MALI y Museo Nacional de Bellas Artes De Santiago, 2014-2014); Chambi (con Edward Ranney, MALI, 2015), Emilio Rodríguez Larraín (MALI, con Sharon Lerner, 2016) y, en co curaduría con Beverly Adams, Redes de vanguardia. 'Amauta' y América Latina, 1926-1930 (Museo Nacional Centro de Arte Reina Sofía, MALI, Museo del Palacio de Bellas Artes, Ciudad de México, Blanton Museum of Art, Austin (2019-2020), entre otras.
Integró el equipo que formó el programa de maestría en Historia del Arte de la Pontificia Universidad Católica del Perú, en donde enseñó entre 2010 y 2012. 
En 2018 asume la cátedra Simón Bolívar del Centro de Estudios Latinoamericanos de la Universidad de Cambridge para el periodo académico 2018-2019. Dicha cátedra en Cambridge ha sido tribuna de Octavio Paz y Mario Vargas Llosa en años anteriores.
Su libro Inventing Indigenism: Francisco Laso's Image of Modern Peru recibió el ALAA / Arvey Foundation Book Award en 2023.

### Museo de Arte de Lima
En 1995 ingresó al Museo de Arte de Lima como curadora en jefe, cargo que ocupó hasta el 2001. 
Desde noviembre de 2002 fue Directora del Museo y durante su gestión coordinó proyectos de infraestructura, desarrolló nuevas colecciones e impulsó un programa de investigación que sustenta exposiciones y publicaciones de producción local.
Dejó el cargo a finales de 2018.

## Publicaciones

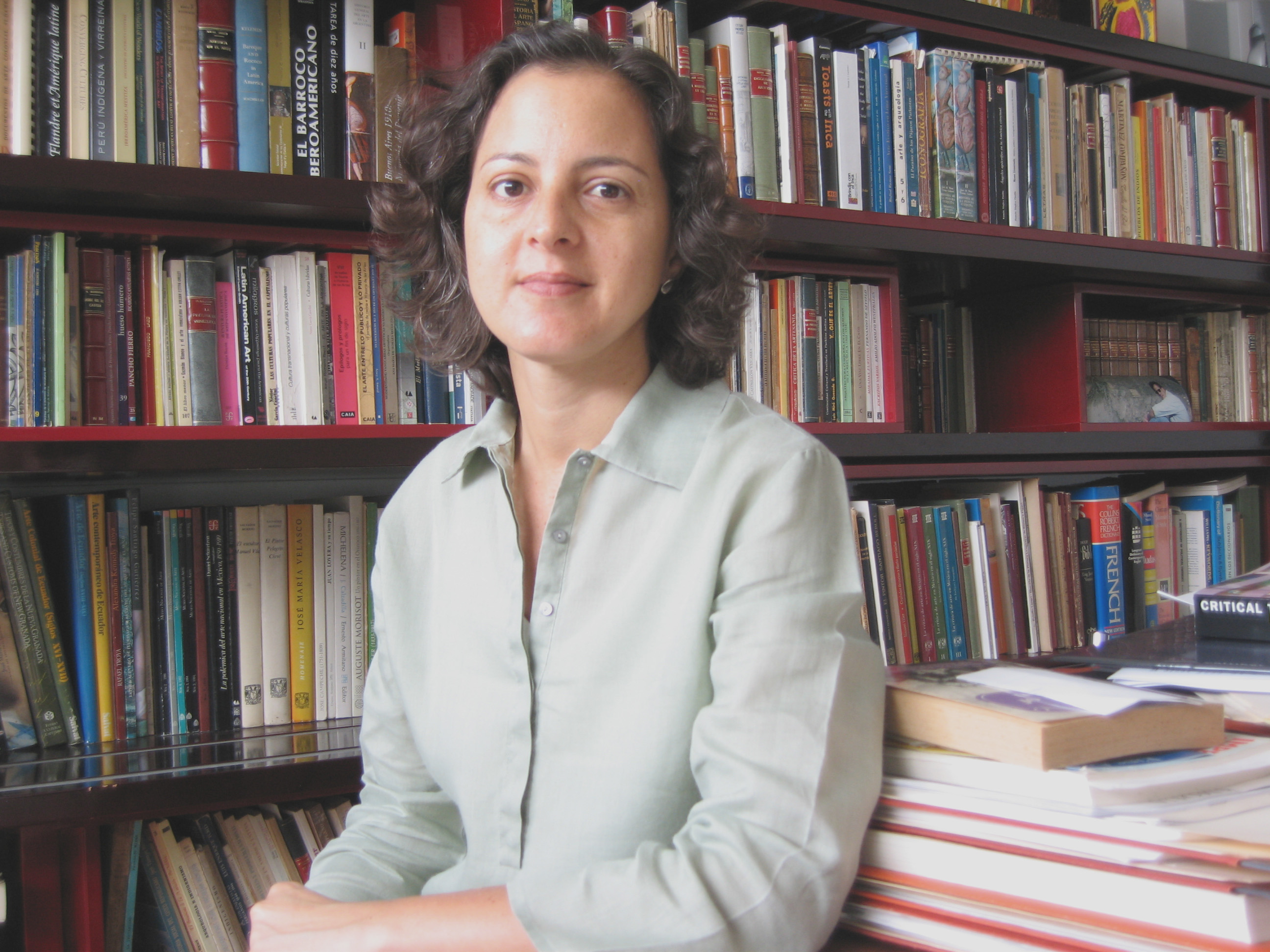
Natalia Majluf, 2007

- Escultura y espacio público. Lima, 1850-1879 (1994)
- Con Jorge Villacorta, Documentos. Tres décadas de fotografía en el Perú (1997)
- Con Luis Eduardo Wuffarden, La piedra de Huamanga: lo sagrado y lo profano (1998)
- Con Luis Eduardo Wuffarden, Elena Izcue: El arte precolombino en la vida moderna (1999)
- Con Luis Eduardo Wuffarden, eds. La recuperación de la memoria. El primer siglo de la fotografía. Perú, 1842-1942 (2001)
- Editora. Francisco Laso. Aguinaldo para las señoras del Perú y otros escritos (1854-1869) (2003)
- Editora. Los incas, reyes del Perú (2005)
- Con Marcus Burke, Tipos del Perú. La Lima criolla de Pancho Fierro (2008)
- Con Luis Eduardo Wuffarden, Camilo Blas (2010)
- Editora. Luis Montero: ‘Los funerales de Atahualpa (2011)
- Editora. Fernando Bryce. Dibujando la historia moderna (2012)
- Editora. Más allá de la imagen. Los estudios técnicos en el Proyecto José Gil de Castro (2012)
- Con Luis Eduardo Wuffarden, José Sabogal (2013)
- Con Ricardo Kusunoki y Luis Eduardo Wuffarden, Carlos Baca-Flor. El último académico (2013)
- José Gil de Castro, pintor de libertadores (2014).
- Con Edward Ranney, eds. Chambi (2015).
- Editora. La creación del costumbrismo. Las acuarelas de la donación Juan Carlos Verme (2016).
- Con Beverly Adams, eds. Redes de vanguardia. Amauta y América Latina / The Avant-Garde Networks of Amauta: Argentina, Mexico and Peru in the 1920s (2019).
- Inventing Indigenism. Francisco Laso's Image of Modern Peru (2021).
- La invención del indio. Francisco Laso y la imagen del Perú moderno (2022).

## Reconocimientos
- Beca de la John Simon Guggenheim Memorial Foundation
- Cátedra Simón Bolívar, Universidad de Cambridge.
- Alumni Award del Consejo de las Artes del Boston College

| Predecesor: Francis Bayly Llona | Director del Museo de Arte de Lima 27 de noviembre de 2002 – 31 de octubre de 2018 | Sucesor: Bartomeu Marí Ribas |